# GHI Bronx Tennis Classic 2007
Il GHI Bronx Tennis Classic 2007 è stato un torneo di tennis facente parte della categoria ATP Challenger Series nell'ambito dell'ATP Challenger Series 2007. Il torneo si è giocato a Bronx negli USA dal 13 al 19 agosto 2007 su campi in cemento.

## Vincitori

### Singolare
Sam Warburg ha battuto in finale  Bruno Echagaray con il punteggio di 6–3, 6(5)–7, 6–3

### Doppio
Rohan Bopanna /  Aisam-ul-Haq Qureshi hanno battuto in finale  Alberto Francis /  Phillip King con il punteggio di 6–3, 2–6, [10-5]